# Sandalus truncatus
Sandalus truncatus is een keversoort uit de familie Rhipiceridae. De wetenschappelijke naam van de soort is voor het eerst geldig gepubliceerd in 1896 door Bourgeois.